# 洛伦茨·尼贝尔
洛伦茨·尼贝尔（德語：Lorenz Nieberl，1919年7月7日—1968年4月12日），德国男子雪车运动员。他曾代表德国参加1952年和1956年冬季奥林匹克运动会雪车比赛，其中1952年冬季奥运会获得二枚金牌。